# Karby-Hvidbjerg-Redsted Kommune
Karby-Hvidbjerg-Redsted Kommune var en kommune i Morsø Sønder Herred i Thisted Amt.

## Administrativ historik
Kommunen blev dannet efter forordningen om oprettelse af et landkommunalvæsen blev vedtaget den 13. august 1841. Den eksisterede frem til kommunalreformen i 1970, hvor denne blev indlemmet i Morsø Kommune.